# أنطونيو أمايا
أنطونيو أمايا (بالإسبانية: Antonio Amaya)‏ (مواليد 31 مايو 1983 في مدريد - إسبانيا) لاعب كرة قدم إسباني يلعب حاليا لصالح نادي الدرجة الممتازة ويجان أتلتيك الإنجليزي منذ 2009 في مركز قلب الدفاع .

## روابط خارجية
- أنطونيو أمايا على موقع قاعدة بيانات كرة القدم.إي يو (الإنجليزية)
- أنطونيو أمايا على موقع Soccerbase.com (لاعب) (الإنجليزية)
- أنطونيو أمايا على موقع Soccerway.com (الإنجليزية)
- أنطونيو أمايا على موقع كووورة
- أنطونيو أمايا على موقع AS.com (الإسبانية)